# Фараджов, Анвар Сайяд оглы
Анвар Сайяд оглы Фараджов (азерб. Ənvər Səyyad oğlu Fərəcov; 28 июня 1952, Саров, Касум-Исмаиловский район — 11 сентября 1991, Геранбойский район) — сотрудник правоохранительных органов Республики Азербайджан, Национальный Герой Азербайджана (1992).

## Биография
Родился Анвар Фараджов 28 июня 1952 года в селе Саров, Геранбойского района, Азербайджанской ССР. в 1968 году завершил обучение в Саровской сельской средней школк. Поступил на обучение в Азербайджанский сельскохозяйственный институт. В 1974 году завершил обучение на факультете механизации и начал свою трудовую деятельность в качестве главного инженера в колхозе «Азербайджан» Геранбойского района.
В 1981 года связывает свою жизнь с органами внутренних дел. Он начинает свою трудовую деятельность в качестве дежурного в отделе вневедомственной охраны Специальной комендатуры в городе Безмин Туркменистана. Затем продолжил работу в качестве полевого комиссара. В 1990 году успешно окончил милицейскую Академию Узбекистана и был направлен в распоряжение Мнистерства внутренних дел Азербайджана.
В Азербайджане он начинает работать помощником начальника Гянджинской городской ДШИ. В 1991 году возвращается в родной Геранбойский район и возобновляет работу в отделе полиции, начальником паспортного стола. Через несколько месяцев был назначен начальником полицейского участка. В это же время армяно-азербайджанский конфликт входит в сложную стадию военных действий.
18 августа 1991 года Анвар принимал участие в неравном бое с силами противника. Прорвав блокаду, они без потерь освободил находившихся в заложниках сотрудников полиции Азербайджана. За эту операцию начальник подразделения Анвар Фараджов был представлен к ведомственной награде.
11 сентября 1991 года противник с большими силами перешёл в наступление на села Эркедж, Менашли, Бузлуг. Хотя отряд полиции, возглавляемый Фараджовым, был небольшим по численности, он всеми сиалми защищал мирное сельское население. В неравном бою противник понёс значительные потери. Это столкновение стало последним боем Анвара Фараджова. Он погиб от огнестрельного ранения.
Был женат, воспитывал двоих детей — сына и дочь.

## Память
Указом Президента Азербайджанской Республики № 214 от 8 октября 1992 года Анваур Сайяд оглы Фараджову было присвоено звание Национального Героя Азербайджана (посмертно).
Похоронен в Геранбойском районе республики Азербайджан.
Бюст Национального Героя Азербайджана Анвара Фараджова установлен в Геранбойском районе.